# Ángela Carrasco
Ángela Altagracia Carrasco Rodríguez (Monte Cristi; 23 de janeiro de 1951), mais conhecida artisticamente como Ángela Carrasco, é uma cantora-compositora, atriz e professora de canto dominicana.
Antes de alcançar sucesso como cantora, Carrasco atuou como atriz em 1975, desempenhando o papel de María Magdalena na versão espanhola da ópera rock 'Jesus Christ Superstar', ao lado de Camilo Sesto, além de participar em várias produções musicais e programas de televisão espanhóis.
Em seus mais de 45 anos de carreira e com vários discos gravados, Ángela Carrasco ganhou diversos prêmios de música. Em 2009, foi homenageada com um Casandra Especial na XXV edição do Casandra Awards na República Dominicana, e em 2015 foi agraciada com o Prêmio de Excelência Musical no Latin Grammy Awards por suas notáveis contribuições artísticas.

## Biografia
Carrasco nasceu em 23 de janeiro de 1951 em Monte Cristi, República Dominicana. Ela é filha de Blas de Jesús Carrasco Gómez, um guitarrista que fundou uma academia de música, e de Ángela Rodríguez, uma cantora que nunca pôde se apresentar devido às responsabilidades familiares. Ángela é a quarta de sete irmãos.
Aos sete anos, ela fez sua primeira incursão no mundo da publicidade, interpretando a música tema de um anúncio de bebida. Ela apareceu com seu pai em um auditório em seu país tocando uma música do compositor dominicano Salvador Sturla. Aos treze anos, junto com suas irmãs, começou a ensinar violão na Escola de Música Salvador Sturla, da qual seu pai era o diretor artístico e proprietário. Aos 15 anos, tornou-se apresentadora em um programa de televisão chamado 'Órbita' e se destacou no programa 'Cascada de Éxitos'. Durante esse período, ela teve uma participação ativa no mundo artístico dominicano e, mais tarde, conseguiu uma bolsa para estudar na Espanha.
Em 1972, ela viajou para Madrid, Espanha, para estudar decoração e design. Sua primeira oportunidade surgiu em 1974 no programa da TVE-1 ¡Senhoras e senhores!, na versão dirigida por Valerio Lazarov. Nesse programa, Carrasco começou como uma das três apresentadoras, junto com Norma Duval e Carmen Platero, e depois, meses mais tarde, foi promovida a apresentadora oficial, primeiro com Blanca Estrada e, posteriormente, com María José Cantudo, por pouco mais de um ano. Essa experiência, na qual teve a oportunidade de cantar e dançar em cada programa diante dos telespectadores espanhóis, quando eram realizadas todas as apresentações dos artistas convidados, serviu como trampolim para sua carreira no cinema e na televisão.
Em 1975, a oportunidade de ouro surgiu através da ópera rock 'Jesus Christ Superstar', onde ela interpretou o papel de María Magdalena ao lado de Camilo Sesto, depois que ele obteve os direitos para realizar a encenação e produção da obra em espanhol. O trabalho foi destaque em várias capas de revistas, ganhou prêmios e reconhecimento, alcançando o topo das paradas de popularidade, juntamente com o álbum de Camilo 'Jesus Christ Superstar', tanto na Espanha quanto na América Central e do Sul. Em agosto de 1976, Carrasco deixou a obra para se tornar mãe de seu primeiro filho, e a música "Não, não há mais ninguém" também começou a ser ouvida, resultando em um sucesso que alcançou recordes de vendas comparáveis aos de qualquer cantor masculino da época.
Meses depois, Carrasco e o produtor e compositor Camilo Sesto, que produziu e compôs a maioria dos sucessos de sua carreira, embarcaram em uma turnê que percorreu vários países da América, incluindo os Estados Unidos, onde sua apresentação no Madison Square Garden de Nova York, os tornou a dupla de língua espanhola mais famosa da época. Sesto produziu sucessos para ela, como "Meu amigo, conte comigo", "Mamma", "Quiéreme", "Quererte a ti", entre outros. Carrasco e Sesto mais tarde se tornaram a dupla por excelência da época, realizando pelo menos mais três turnês pela América juntos. Eles também voltaram a gravar juntos a música "Callados", que obteve estrondoso sucesso. Após isso, Sesto produziu e compôs mais cinco álbuns de sucesso para ela. Nesse mesmo ano, Carrasco retornou aos palcos com a peça My Fair Lady, na qual interpretou um papel em um teatro de Madrid.
Em 1981, gravou um álbum com Juan Carlos Calderón; o disco, intitulado 'Con Amor...', incluiu várias músicas, como "Cariño mío", com letra de Mariní Callejo. Posteriormente, gravou duas produções de Óscar Gómez, 'La Dama del Caribe', onde interpretou "Caribe" junto com o salsero Willy Chirino, e "La Candela", em dueto com a cantora Celia Cruz. Em fevereiro de 1981, Ángela Carrasco foi convidada para o prestigioso Festival de Viña del Mar, no Chile, onde se apresentou em dueto com Camilo Sesto. Nesse festival, também estiveram presentes figuras como José Luis Rodríguez, Julio Iglesias, K.C. e a Sunshine Band, Hernaldo e um jovem Miguel Bosé.
Em 1987, Carrasco decidiu se estabelecer nos Estados Unidos, onde alcançou sucesso, percorrendo grande parte da América Latina com resultados semelhantes e colaborando com outros artistas já estabelecidos no mundo do entretenimento da época. Com sua nova gravadora, ela lançou os álbuns 'Boca rosa' em 1989 e 'Esse homem é...' no mesmo ano. Em 1992, lançou 'Piel canela', pelo qual ganhou o prêmio Billboard e o prêmio Lo Nuestro como o melhor cantor tropical do ano.
Carrasco parou de gravar por 2 anos, mas retornou com uma produção discográfica que incluía músicas das décadas de 1940, 1950 e 1960 do cantor e compositor mexicano Juan Gabriel. A partir desse momento, nasceu uma grande amizade entre eles, e ambos decidiram gravar a música "Libro Abierto" em dueto.
Depois de três anos, ela decidiu retornar e, junto com o produtor venezuelano Miguel Sierralta Jr., gravou baladas românticas adaptadas ao gênero mexicano, com acompanhamento de mariachi. O álbum foi composto por 11 canções popularizadas por artistas consagrados, que foram regravadas por Carrasco neste popular gênero musical. Músicas como “A puro Dolor”, do grupo Son By Four, 'Vivir lo Nuestro', do compositor e músico cubano Adalberto Álvarez, interpretadas originalmente por Adalberto Álvarez y su Son e regravadas por La India e Marc Anthony, e "I miss you, I forget you, I love you" de Ricky Martin, fazem parte do repertório deste álbum. Além disso, ela participou do reality show Gran Hermano VIP, onde sua permanência não foi tão longa.
Em Setembro de 2006, durante quatro dias, ela realizou o seu espetáculo 'A viva voz 30 años de Música' no Teatro Rainha Victoria em Madrid, levando o espetáculo a vários teatros e salas da Espanha e da América.
Em 2010, ela foi jurado do programa 'Cante para mim', exibido na La 1 na Televisión Española.
De outubro de 2013 a março de 2014, Ángela Carrasco participou na terceira edição do programa de televisão 'Your Face Sounds to Me' na Antena 3, onde teve que realizar várias imitações de outras celebridades, ficando na última posição.
Em 2015, ela recebeu o Prêmio de Excelência Musical da Academia de Gravação do Grammy Latino, sendo aplaudida por seus colegas artistas latino-americanos.
Atualmente, atua como convidada com frequência no projeto mexicano 'Grandiosas', obtendo considerável sucesso junto com outros cantores famosos.

## Discografia
Antes de iniciar oficialmente sua carreira musical, Carrasco colaborou no álbum 'Jesus Christ Superstar', de Camilo Sesto, lançado em 1975.
| Ano de publicação | Título                           |
| 1974              | Mi pueblo/Todo el amor del mundo |
| 1976              | Ángela Carrasco                  |
| 1978              | Amigo mío, cuenta conmigo        |
| 1979              | Quererte a ti                    |
| 1981              | Con amor                         |
| 1983              | Unidos                           |
| 1985              | Dama del Caribe                  |
| 1986              | La candela                       |
| 1988              | Boca rosa                        |
| 1989              | Ese hombre es...                 |
| 1992              | Piel canela                      |
| 1995              | Una producción de Juan Gabriel   |
| 2000              | A puro dolor                     |
| 2004              | Muy personal                     |
| 2021              | Él y Yo                          |

### Alguns sucessos
- "Ahora o nunca"
- "Alguien como tú"
- "Boca rosa"[6]
- "Callados" (junto a Camilo Sesto)
- "Cariño mío"
- "Dos cuerpos"
- "Es más que amor"
- "Ese hombre es..."
- "Libérate, libérame"
- "Lo quiero a morir"
- "Mi único amigo"
- "Mientras mi alma sienta"
- "No me puedo quejar"
- "No, no hay nadie más"
- "No quiero nada de ti"
- "Quererte a ti"
- "Quiéreme"
- "Si tú eres mi hombre" (versión en español de la canción "The power of love" de Jennifer Rush)
- "Sólo soy"
- "Suspiros"

## Televisão
Os programas de televisão em que Carrasco atuou ou participou estão listados abaixo:
- ¡Señoras y señores! (1973-1975), como apresentadora.
- Un, dos, tres... responda otra vez (1984-1985), como artista convidada e concursante.
- Gran Hermano VIP (2004), como concursante.
- Ahora caigo (2013), como convidada especial.
- Tu cara me suena (2013-2014), como concursante.

## Filmografia
- La discoteca del amor (1980)
- Las vacaciones del amor  (1981)

## Prêmios e reconhecimento
- Premiada com várias estatuetas no Prêmio Casandra, e foi reconhecido com um Casandra Especial durante o Prêmio Casandra 2009.
- Ela foi premiada nos prêmios Billboard e Lo Nuestro, respectivamente.
- Prêmio de excelência musical no Grammy Latino 2015 por suas contribuições artísticas.

## Fora do show
Atualmente, ela dirige o ABC Estudio Center em Madri, nomeado em homenagem ao centro de seu pai, a Academia Blas Carrasco, onde busca formar novos artistas para o teatro musical.

## Vida privada
Carrasco casou-se em 28 de fevereiro de 1973 em Santo Domingo, República Dominicana, com Ramón Ignacio Socías Báez (1948-), um economista dominicano. O casal tem dois filhos: Elvis Rafael, nascido em 1975, e Iron Bill, nascido em 1985.